# Performers
Performers (Grandi domani) est une série télévisée italienne en 24 épisodes de 50 minutes créée par Andrea Magnani et Fabrizio Bettelli, produite par Umberto Massa et Roberto Pace, diffusée entre le 23 janvier 2005 et le 3 avril 2005 sur Italia 1.
En France, la série a été diffusée à partir du 17 juillet 2006 sur M6.

## Synopsis
Chanteurs, danseurs, acteurs... Les élèves de l'école d'arts dramatiques la plus réputée d'Italie rêvent tous d'une carrière dans le spectacle.

## Distribution
- Irene Ferri (VF : Hélène Chanson) : Lucia
- Marco Giallini (VF : Mathieu Buscatto) : Dante
- Milena Mancini : Rebecca
- Francesco Paolantoni (VF : Jean-François Kopf) : Virgilio
- Primo Reggiani (en) (VF : Paolo Domingo) : Simone
- Alice Mistroni (VF : Nathalie Karsenti) : Francesca
- Massimiliano Varrese : Furio

## Épisodes
1. Le Grand Jour (Il Verdetto)
2. L'Heureuse Élue (Essere e... non essere)
3. Coupable idéal (Il colpo)
4. Premier rôle (Il gioco delle parti)
5. Une seconde chance (I segreti del passato)
6. Coup bas (Quando il gioco si fa duro)
7. Le Défi (Fermata d'autobus)
8. Un pas de deux (Passo a due)
9. Les Cicatrices du passé (Metamorfosi)
10. Le Tango de la vie (La selezione)
11. Le Poids des traditions (Proposta di matrimonio)
12. L'Amour, toujours l'amour (Il tradimento)
13. La Grande Grève (L'occupazione)
14. Le Point faible (Il punto debole)
15. La Disparition (Scomparso)
16. Jeu de dupes (La reentre)
17. Les misérables (I miserabili)
18. Un nouveau chemin (Alla ricerca dell'identità perduta)
19. L'examen (Gli esami non finiscono mai)
20. Ca porte malheur (Superstizione)
21. Prise d'otages (La resa dei conti)
22. L'occasion ratée (L'occasione)
23. L'ultime concours (Il tramonto di Cyrano)
24. L'aventure continue (A doppio filo)

## Commentaires
Cette série s'inspire de Fame et Un, dos, tres. Une suite a été envisagée. La série n'a pas connu de succès lors de sa diffusion en France sur M6. La chaîne de télévision l'a arrêtée à l'issue de la première saison. La série a été rediffusée partiellement sur M6 à partir du 10 septembre 2008, les après-midis à raison de deux épisodes hebdomadaires.
De nombreux points communs avec la série Un, dos, tres sont présents. La trame de la série est sensiblement la même. Sa diffusion au même créneau horaire que Un, dos, tres a peut-être participé à un ressenti négatif envers cette série, qui apparaissait alors comme une transposition telle quelle de son modèle espagnol.